# Наоэ Канэцугу
Наоэ Канэцугу (яп. 直江 兼続, 1560 — 23 января 1619) — самурай XVI—XVII веков, знаменитый своим служением двум поколениям клана Уэсуги. В юности он служил пажом у Уэсуги Кэнсина, а после его смерти он со временем был назначен советником его наследника Уэсуги Кагэкацу.

## Биография
Наоэ Канэцугу родился в замке Сакато в провинции Этиго под именем Хигути Ёроку. Его отец, Хигути Соэмон Канэтоё, был главным вассалом Нагао Масакагэ, зятя Уэсуги Кэнсина и родного отца Уэсуги Кагэкацу. Достигнув совершеннолетия, Канэцугу женился на Осэн, вдове одного из вассалов Уэсуги, Наоэ Нобуцуны, и принял фамилию Наоэ, став главой этого рода, так как у рода Наоэ не осталось наследников мужского пола. В 1582 году, в возрасте 22 лет, он был назначен советником даймё и показал себя на этом посту выдающимся руководителем.